# Hristo Stojčkov
Hristo Stojčkov Stojčkov (bolgarsko Христо Стоичков Стоичков), bolgarski nogometaš in nogometni trener, * 8. februar 1966, Plovdiv, Bolgarija.
Stojčkov velja za enega najboljših nogometašev svoje generacije in najboljšega bolgarskega nogometaša vseh časov. Znan je tudi po vzdevkih »Bodalo« (Камата), »Pes« (Кучето), »Moderni levi« (Модерния ляв) in pri Barceloni »El Pistolero«. Kot član bolgarske reprezentance je nastopil na svetovnih prvenstvih v letih 1994 in 1998 ter Evropskem prvenstvu leta 1996, na Svetovnem prvenstvu 1994 je z reprezentanco osvojil četrto mesto. Skupno je za reprezentanco med letoma 1987 in 1999 odigral 83 tekem in dosegel 37 golov. Leta 1994 je bil izbran za evropskega nogometaša leta, Pelé pa ga je leta izbral med 125 najboljših nogometašev. Po koncu nogometne kariere leta 2003 deluje kot trener, med letoma 2004 in 2007 je vodil bolgarsko reprezentanco.